# 爱知学泉短期大学
爱知学泉短期大学（日语：／ Aichi Gakusen Tanki Daigaku *），简称学泉短大，是一所位于日本爱知县冈崎市的私立短期大学。

## 概要

### 简介
- 学校最早可以追溯到1912年[1]、短期大学为于1950年开办[1]、由学校法人安城学园经营、为男女同校[2]从2001年[1]。

### 历史
- 1950年 安城学园女子短期大学成立并同时设置两个学科即服装科[注 6]和生活科[1]。
- 1963年 家政科成立[1]。
- 1975年 服装科[注 6]改名为服饰科[1]。
- 1979年 幼儿教育科成立[1]。
- 1982年 国际教养科成立[1]。
- 2000年 改校名为爱知学泉短期大学[1]。
- 2001年 开始招収男学生[1]。
- 2003年 生活科改编为食物营养科。三个学科即服饰科、家政科、国际教养科各自招生最后、次年合并为生活设计总合学科[1]。
- 2004年 食物营养科改名为食物营养学科、幼儿教育科改名为幼儿教育学科[1]。
- 2005年 今年4月28日国际教养科正式停办[3]。
- 2006年 今年4月27日家政科正式停办[3]。
- 2006年 今年10月26日服饰科正式停办[3]。

## 学校环境
- 校区：在爱知县冈崎市

## 历任校长
- 二木謙三：爱知学泉短期大学創校校長。
- 安藤正人：现在短期大学校长[4]

## 组织

### 学科
- 生活设计总合学科
- 食物营养学科
- 幼儿教育学科

### 前学科
- 服饰科[注 1]
- 生活科[注 3]
- 家政科[注 1][注 4]
- 国际教养科[注 1][注 5]

### 专科
| - 没有 |

### 业余课程
| - 没有 |

### 附属学校
| - 爱知学泉短期大学附属幼儿园 |

### 附属机关
| - 图书馆 |

## 相关链接
- 日本短期大学列表
- 爱知学泉大学
- 安城学园大学短期大学部：已停办、现在爱知学泉短期大学幼儿教育学科。